# Epicantus
Epicantus (pliu epicantal, cută mongoloidă, plică palpebronazală, Plica palpebronasalis) este un pliu cutanat vertical semilunar ce se întinde de la rădăcina nasului spre capătul medial al pleoapei superioare, și care se suprapune pe unghiul medial (intern) al ochiului și pe caruncula lacrimală. Prezența sa este normală în viața fetală și la unele popoare asiatice (la rasa galbenă). La alte popoare prezența sa este o anomalie congenitală asociată frecvent cu anomalii de dezvoltare a osului nazal (în particular în trisomia 21 - sindromul Down,in monosomia X-Sindromul Turner).